# Bank van Litouwen
De Bank van Litouwen (Litouws: Lietuvos Bankas) is de centrale bank van Litouwen.
Deze bank is op 22 september 1922 opgericht en behoort tot het Europees Stelsel van Centrale Banken. Sinds 1 januari 2015 ligt Litouwen in de Eurozone.